# Jaume Juncosa Oliva
|  | Aquest article tracta sobre el fundador dels Tallers Juncosa. Si cerqueu informació sobre el seu fill, vegeu «Jaume Juncosa Obiol». |

Jaume Juncosa Oliva   (Barcelona, 1909 - Barcelona, 20 d'abril de 1990) fou un mecànic i pilot d'automobilisme català. Propietari dels coneguts Talleres Juncosa, competí amb cotxes que ell preparava per a la competició i hi guanyà els Campionats de Catalunya i d'Espanya de ral·lis el 1963. Aconseguí la llicència de la firma italiana Abarth per a importar els seus cotxes de competició, derivats dels FIAT i similars al Seat 600, fet que permeté convertir els 600 en cotxes aptes per a la competició a l'abast de molts aficionats. Els seus fills, Jaume i Manuel Juncosa varen destacar també en competició al volant dels seus automòbils.